# Problem niemieckich czołgów
Problem niemieckich czołgów – problem z dziedziny teorii estymacji związany z faktycznymi wydarzeniami, które miały miejsce podczas II wojny światowej. W 1943 alianci wykonali prawidłową estymację miesięcznych produkcji niemieckich czołgów i innych elementów sprzętu wojskowego na podstawie analizy statystycznej numerów seryjnych przejętego wyposażenia.
Każdy element niemieckiego wyposażenia, zarówno całość urządzenia, jak i poszczególne jego komponenty, posiadał tabliczkę znamionową uwzględniającą wszystkie lub część następujących informacji: datę i miejsce produkcji, numer seryjny, znak towarowy, numer formy, liczbę odlewów itp. Cel tego rodzaju oznaczeń był dwojaki. Po pierwsze pozwalało to na znaczną poprawę standardów produkcji (gdy sprzęt w terenie przestał działać prawidłowo, miejsce produkcji było łatwe do odszukania, co pozwalało na poprawę całej linii produkcyjnej), po drugie niektóre z oznaczeń były niezbędne w kontroli zapasu części.
Po przyjęciu modelu, w którym kolejne numery seryjne przydzielane są jako kolejne liczby naturalne począwszy od wartości {\displaystyle 1} do górnej nieznanej wartości {\displaystyle N,} estymator nieobciążony o minimalnej wariancji wartości maksymalnej {\displaystyle N} rozkładu jednostajnego dyskretnego dany jest wzorem:
{\displaystyle N={\frac {k+1}{k}}m-1=m+{\frac {m}{k}}-1,}
gdzie:
{\displaystyle k} – liczność próby,
{\displaystyle m} – wartość maksymalna tej próby.
Przykładowo dysponując zbiorem numerów seryjnych o wartościach {\displaystyle \{17,19,24,31,67\}} najlepsze oszacowanie maksymalnej możliwej wartości (a więc całkowitej liczby wyprodukowanych czołgów) wynosi:
{\displaystyle N=m+{\frac {m}{k}}-1=67+{\frac {67}{5}}-1=79{,}4}